# وادي العاقول
وادي العاقول أحد أودية منطقة العاقول التابعة لمنطقة المدينة المنورة.
ينشأ الوادي من تجمع مياه وادي قناة الذي بدوره ينشأ من تصريف السفوح الجنوبية الغربية لجبل أم سلمة (ارتفاعه 1408م) عن طريق مجموعة من الروافد التي تنتهي في قاع العاقول٬ إضافة إلى عدد من الروافد التي تصرف الأطراف الشمالية والشمالية الشرقية لحرة رهاط٬ حيث تنتهي جميعًا في قاع العاقول الذي يفيض بعد امتلائه بالماء في وادي العاقول٬ وهو امتداد لوادي قناة بعد القاع الذي نشأ أصلاً بسبب تدفق بازلتي سد مجرى الوادي في العصور التاريخية٬ ثم ينحرف وادي العاقول نحو الشمال ليلتقي بوادي العقيق شمال المدينة المنورة بنحو ثمانية كيلومترات.